# Меричлерска река
Меричлерска река е река в Южна България – Област Стара Загора, община Чирпан и Област Хасково, община Димитровград, ляв приток на река Марица. Дължината ѝ е 37 km.
Меричлерска река води началото си от извора Кюнта на 199 м н.в., разположен на 700 м източно от село Свобода, община Чирпан. Тече в югоизточна посока през хълмистата част на Горнотракийската низина в плитка долина с малък надлъжен наклон. Влива се отляво в река Марица на 93 m н.в., на 1,7 km североизточно от Димитровград.
Площта на водосборния басейн на реката е 117 km2, което представлява 0,22% от водосборния басейн на Марица, а границите на басейна ѝ са следните:
- на запад – с водосборния басейн на Старата река, ляв приток на Марица;
- на изток – с водосборния басейн на река Мартинка, ляв приток на Марица.

Основни притоци: Селско дере, Памуклудере, Зайлиндере (леви).
Реката е с дъждовно подхранване, като максимумът е в периода януари-май, а минимумът – юли-октомври. През летните месеце често пресъхва.
По течението на реката са разположени 2 града и 1 село:
- Област Стара Загора

- Община Чирпан – Гита;

- Област Хасково

- Община Димитровград – Меричлери, Димитровград (кв. „Изток“).

Водите на реката се използват за напояване.

## Топографска карта
- Лист от карта K-35-63. Мащаб: 1 : 100 000.
- Лист от карта K-35-64. Мащаб: 1 : 100 000.